# セリン経路
セリン経路はII型メチル栄養細菌が炭素原子が1つの有機化合物を利用するために用いている生合成経路。有機化合物がホルムアルデヒドまで酸化された後、葉酸と結合してできた10-ホルミルテトラヒドロ葉酸がグリシンと反応してセリンとなる反応によって始まる。
- 全体での収支
  - ホルムアルデヒド+二酸化炭素+補酵素A+2還元型ニコチンアミドアデニンジヌクレオチド+2水素イオン+2アデノシン三リン酸→アセチルCoA+2酸化型ニコチンアミドアデニンジヌクレオチド+2アデノシン二リン酸+2リン酸+2水

- 1.　テトラヒドロ葉酸+ホルムアルデヒド→ホルミルテトラヒドロ葉酸　(自発反応)
- 2.　ホルミルテトラヒドロ葉酸+グリシン→セリン+テトラヒドロ葉酸　(セリンヒドロキシメチルトランスフェラーゼ)
- 3.　セリン+ピルビン酸→アラニン+ヒドロキシピルビン酸　(セリン-ピルビン酸トランスアミナーゼ)
- 4.　ヒドロキシピルビン酸+NADH+H+→グリセリン酸+NAD+　(ヒドロキシピルビン酸レダクターゼ)
- 5.　グリセリン酸+ATP→3-ホスホグリセリン酸+アデノシン二リン酸　(グリセリン酸キナーゼ)
- 6.　3-ホスホグリセリン酸→2-ホスホグリセリン酸　(ホスホグリセリン酸ムターゼ)
- 7.　2-ホスホグリセリン酸→ホスホエノールピルビン酸　(ホスホピルビン酸ヒドラターゼ)
- 8.　ホスホエノールピルビン酸+CO2→オキサロ酢酸+リン酸　(ホスホエノールピルビン酸カルボキシラーゼ)
- 9.　オキサロ酢酸+NADH+H+→リンゴ酸+NAD+　(リンゴ酸デヒドロゲナーゼ)
- 10.　リンゴ酸+ATP+補酵素A→マリルCoA　(マレイン酸CoAリガーゼ)
- 11.　マリルCoA→アセチルCoA+グリオキシル酸　(マリルCoAリアーゼ)
- 12.　グリオキシル酸+アラニン→グリシン+ピルビン酸　(アラニン-グリオキシル酸トランスアミナーゼ)